# Clorargirite
La clorargirite è un minerale appartenente al gruppo della clorargirite. Da un punto di vista chimico è un cloruro di argento.

## Etimologia
Il nome deriva dalla sua composizione chimica: Cl = cloro e αργυρος = arghiuros = argento.
Descritta per la prima volta da J.A. Weissbach nel 1875. Una varietà di bromo (con densità 5,8 g/cm³ e con colore giallo-verde e fotosensibilità maggiore) viene chiamata embolite.

## Abito cristallino
In croste di colore vario o più raramente in cristalli, generalmente cubici.

## Origine e giacitura
Al cappello dei giacimenti di argento.

## Forma in cui si presenta in natura
Si presenta in incrostazioni o cristalli.

## Caratteri fisico-chimici
Insolubile negli acidi. Annerisce al contatto con la luce.

## Utilizzi
È un minerale utile per l'estrazione di argento e, in passato, per la realizzazione di rullini fotografici.

## Località di ritrovamento
- Europa: Erzgebirge (tra Sassonia e Boemia), Russia, Alsazia, Harz.[1]
- America: Messico, Cile, Nevada e Idaho (USA).[1]
- Resto del mondo: Broken Hill (Australia).[1]